# La carrozza d'oro
La carrozza d'oro (Le Carrosse d'or) è un film del 1952 diretto da Jean Renoir. 
Fu il primo lungometraggio europeo girato in Technicolor.
Dopo i titoli di testa, una scritta avverte lo spettatore: "La vicenda di questa commedia è una fantasia all'italiana. Essa si svolge nel secolo decimottavo, in una colonia spagnola dell'America Latina".

## Trama
Perù, XVIII secolo. Una compagnia di attori italiani della commedia dell'arte sbarca in una colonia spagnola in Sudamerica. L'interprete di Colombina, Camilla, fa perdere la testa al giovane Felipe, al torero Ramon e a Ferdinando, il viceré della colonia che, preso dalla passione, regala all'attrice una carrozza d'oro che dovrebbe, secondo tutti i maggiorenti locali, essere il simbolo ufficiale della regalità spagnola.
Lo scandalo investe il viceré che non vuole ritornare sui suoi passi e si trova davanti a una gravissima crisi politica, mentre Camilla deve vedersela con la gelosia degli altri due spasimanti. Alla fine, l'attrice regalerà la carrozza alla Chiesa, e chiuderà le sue storie d'amore, dichiarando che il suo vero amore è sempre il teatro.

## Produzione
Renoir ricevette dai produttori italiani, Francesco Alliata e Renzo Avanzo, la proposta di girare un film tratto dalla pièce di Mérimée; il film sarà una produzione italo-francese.

### Soggetto
La pellicola è liberamente tratta dal noto testo teatrale Le Carrosse du Saint-Sacrement di Prosper Mérimée, a sua volta ispirato dalle vicende dell'attrice La Perricholi e del viceré del Perù. In un primo momento, la regia doveva essere affidata a Luchino Visconti.

### Regia
Renoir dichiarò di non voler fare un adattamento vero e proprio ma di volersene discostare: "Malgrado la mia grande ammirazione per il testo teatrale di Mérimée, ho la certezza che non se ne può fare un film così com'è. Il fatto che il film fosse girato in Italia mi ha offerto la chiave d'approccio al nuovo soggetto. [...] I miei collaboratori ed io abbiamo inventato una storia che potrebbe intitolarsi La Commediante, il Teatro e La vita".
«Sono in Italia, il mio film si svolgerà dunque in Italia e ne sarà interprete una grande artista italiana... È impossibile girare in Italia senza subire l'influenza italiana. Il fatto si manifesta in un film anche attraverso modestissimi aspetti materiali: la forma del bicchiere che il trovarobe avrà appoggiato sul tavolo... La mia ambizione sarebbe, con La carrozza, quella di creare un mondo tutto mio e influenzato dal fatto che in questo momento vivo a Roma. Questa influenza, al di là dell'esempio del trovarobe, si esercita in tutti gli istanti della vita. Come non riconoscere nel portiere che vi apre la porta un fratello di qualche personaggio della Commedia dell'Arte?».

### Cast
Anna Magnani interpreta Camilla, l'attrice che rappresenta in scena Colombina.
Renoir raccontò: "Mi ero fissato un compito molto preciso: fare un film con Anna Magnani. Ammiravo senza riserve i risultati della sua collaborazione con Rossellini e Visconti. La Magnani è la quintessenza dell'Italia. Ella è anche una personificazione assoluta del teatro, quello vero, con gli scenari di cartapesta, le lampade fumanti, gli orpelli degli ori scoloriti".
Nel cast figurano altri professionisti italiani come Odoardo Spadaro nel ruolo di don Antonio, il capocomico, e Nada Fiorelli nel ruolo della graziosa Isabella.

### Riprese
Le riprese si sono svolte interamente in Italia, a Cinecittà, nei mesi di febbraio e marzo del 1952.

## Colonna sonora
Renoir dichiarò che la musica di Antonio Vivaldi, che scelse come colonna sonora, fu per lui di ispirazione fondamentale anche nella scrittura della sceneggiatura:
«Il mio collaboratore principale per quel film fu il defunto Antonio Vivaldi. Ho scritto la sceneggiatura al suono dei dischi di quel maestro. Il suo senso drammatico, il suo spirito mi hanno orientato verso soluzioni che mi offrivano il meglio dell'arte teatrale italiana».

## Distribuzione
Ha avuto distribuzione in Italia dal 3 dicembre 1952 mentre in Francia, paese co-produttore, la première ha avuto luogo il 27 febbraio successivo.

## Accoglienza
Il film ebbe scarso successo sia di pubblico che di critica. 

### Critica
François Truffaut: un film chiave.
«La carrozza d'oro è uno dei film chiave di Jean Renoir perché riprende i temi di molti altri, principalmente quello della sincerità in amore e quello della vocazione artistica; è un film costruito secondo il gioco delle scatole cinesi che si incastrano le une nelle altre, un film sul teatro nel teatro. C'è molta ingiustizia nell'accoglienza riservata dal pubblico e dalla critica a La carrozza d'oro, che è forse il capolavoro di Renoir. Si tratta, comunque, del film più nobile e raffinato che sia mai stato girato. Vi si trova tutta la spontaneità e l'inventiva del Renoir d'anteguerra unite al rigore del Renoir americano. Qui tutto è distinzione e gentilezza, grazia e freschezza».

#### Cinema e teatro
- La prima inquadratura del film è un sipario abbassato su un palcoscenico. Il sipario si alza; appare una scenografia teatrale in cui si muovono dei personaggi.
- La macchina da presa entra nella scena e poco dopo mostra ciò che lo spettatore teatrale non avrebbe potuto vedere: è il cinema.
- Nel finale tutti i personaggi ritornano nella scena che avevamo visto all'inizio e la macchina da presa arretra e ci rende nuovamente vivibili il palcoscenico e il sipario.

Renoir è riuscito a compenetrare indissolubilmente le due forme espressive.
Daniele Dottorini:
«Ne La carrozza d'oro [...] la forma pittorica dello sguardo trova un suo ulteriore sviluppo e si trasforma in una macchina teatrale, in un palcoscenico dotato di diversi livelli, capace di moltiplicare i propri elementi scenici, grazie alla potenza del dispositivo cinematografico che appunto amplifica la macchina teatrale».

#### Arte e vita
(Camilla)
Carlo Felice Venegoni:
«Il teatro, il fatto che la vita non è altro che una recita in cui ciascuno gioca la parte assegnatagli dal destino, era stata una vecchia premessa dell'opera di Renoir. Era apparsa nel prologo de La cagna recitata da due burattini. [...] Il soggetto de La carrozza d'oro è un complicato pastiche risultante dalla sovrapposizione di diverse storie, parte delle quali collocate nella realtà, e parte nella finzione scenica recitata dagli attori che sono i protagonisti del film, con continui scambi fra i due piani e la continua allusione maligna che, per quanto riguarda lo spettatore, anche ciò che si suppone essere la realtà è a sua volta una finzione scenica. Altra complicazione da questo punto di vista l'ambientazione del film in un Perú settecentesco di maniera, che imbroglia molto le carte di una possibile interpretazione realistica della realtà rappresentata».
Giorgio De Vincenti:
«La carrozza d'oro scandaglia la ragione dell'attività simbolica in una società sofisticata e il ruolo dell'arte come mezzo per recuperare il senso profondo del reale e della vita.[...]. Arte e vita non sono più separabili e i loro necessari rinvii reciproci vengono a costituire il tessuto dell'esistenza del regista stesso, oltre che dei suoi personaggi, Camilla e Don Antonio. [...]. La carrozza d'oro rappresenta probabilmente il momento di massima esplicitazione di questo fondamentale motivo della poetica di Renoir. Soltanto nel Petit Théâtre si raggiunge un simile livello di chiarezza...».

## La carrozza
«Simbolo della vanità mondana», come lo definisce lo stesso Renoir, nel testo teatrale e nel suo film, la carrozza d'oro è l'"oggetto-feticcio".
Il giornalista Sebastiano Gesù, in un articolo dell'inserto regionale di La Repubblica dedicato a Palermo, del 4 agosto 2012, p. 14, ne racconta la storia:
«Venne scovata dal produttore Francesco Alliata e da Pietro Moncada, suo socio, nonché discendente dei Butera, in un immenso magazzino di Palazzo Butera a Palermo, ridotta ad uno scheletro, tarlata, sgangherata, incrostata di polvere e ragnatele, tra una massa di altri rottami di carrozze del '700 e dell' '800. [...]».
Fu restaurata da pazienti e abili artigiani e a lavoro ultimato appariva:
«...interamente coperta con "fogliette" d'oro sottili, con i contorni delle portiere e tutte le angolature in legno scolpito e ogni spazio piano dipinto ad olio con numerose figure femminili, angeli e puttini. E decorata con una sontuosa Pigna scolpita sul tetto e numerose ghirlande attorno. All'interno era ricoperta di velluto rosso con ricchi ricami in filo d'argento».
Oggi la carrozza, acquistata a un'asta dalla Regione Siciliana, si può ammirare a Palermo, ai piedi del sontuoso scalone del Palazzo dei Normanni, sede dell'Assemblea Regionale Siciliana.

## Riconoscimenti
- Nastro d'argento ai migliori costumi 1953.